# France AEROTECH
O Grupo France Aerotech (France AEROTECH) é formado pelas seguintes escolas de engenharia aeronáutica e engenharia aeroespacial:
- École Nationale Supérieure d'Arts et Métiers, localizada em Paris, Aix-en-Provence, Angers, Lille, Bordeaux, Châlons-en-Champagne, Cluny, Metz-França
- École centrale de Lyon, localizada em Lyon-França
- École centrale de Nantes, localizada em Nantes-França
- École nationale de l'aviation civile, localizada em Toulouse, Melun, Muret, Grenoble, Biscarrosse, Montpellier, Saint-Yan, Carcassonne, Castelnaudary, Saint-Auban-França
- École nationale supérieure d'électronique, informatique, télécommunications, mathématiques et mécanique de Bordeaux, localizada em Bordeaux-França

As metas da France AEROTECH são fornecer cursos, desenvolvendo projetos internacionais de pesquisa e cursos de engenharia aeronáutica e engenharia aeroespacial, e ajudar os mercados emergentes, and helping emerging markets.
Para atingir todos esses projetos, as universidades será criado um programa de verão em sistemas embarcados e um mestrado no domínio da aeronavegabilidade.